# Septosaccus rodriguezii
Septosaccus rodriguezii is een krabbezakjessoort uit de familie van de Peltogastridae. De wetenschappelijke naam van de soort is voor het eerst geldig gepubliceerd in 1877 door Fraisse.